# Aberto de Tênis de Santa Catarina 2022 - Doppio
Marin Draganja e Dino Marcan erano i detentori del titolo ma si sono entrambi ritirati dal tennis.
In finale Boris Arias e Federico Zeballos hanno sconfitto Diego Hidalgo e Cristian Rodríguez con il punteggio di 7–6(3), 6–1.

## Teste di serie
1. Diego Hidalgo /  Cristian Rodríguez (finale)
2. Orlando Luz /  Igor Marcondes (semifinale, ritirati)
3. Hernán Casanova /  Alexander Merino (ritirati)

1. Boris Arias /  Federico Zeballos (campioni)
2. Mateus Alves /  Conner Huertas Del Pino (quarti di finale)

## Wildcard
1. Wilson Leite /  Eduardo Ribeiro (primo turno)

## Tabellone

### Legenda
| - Q = Qualificato - WC = Wild card - LL = Lucky loser | - ALT = Alternate - SE = Special Exempt - PR = Protected Ranking | - w/o = Walkover - r = Ritirato - d = Squalificato |

|  | Primo turno | Primo turno                       | Primo turno                     | Primo turno                     | Primo turno                |  |  | Quarti di finale | Quarti di finale                | Quarti di finale                | Quarti di finale                | Quarti di finale                |                                 |   | Semifinali | Semifinali            | Semifinali            | Semifinali            | Semifinali         |   |   | Finale | Finale | Finale | Finale | Finale |  |
|  |             |                                   |                                 |                                 |                            |  |  |                  |                                 |                                 |                                 |                                 |                                 |   |            |                       |                       |                       |                    |   |   |        |        |        |        |        |  |
|  | 1           | D Hidalgo C Rodríguez             | D Hidalgo C Rodríguez           | 6                               | 6                          |  |  |                  |                                 |                                 |                                 |                                 |                                 |   |            |                       |                       |                       |                    |   |   |        |        |        |        |        |  |
|  |             | Q Folliot M Rosenkranz            | Q Folliot M Rosenkranz          | 2                               | 2                          |  |  | 1                | D Hidalgo C Rodríguez           | D Hidalgo C Rodríguez           | 6                               | 6                               |                                 |   |            |                       |                       |                       |                    |   |   |        |        |        |        |        |  |
|  |             | J Reis Da Silva P Sakamoto        | J Reis Da Silva P Sakamoto      | J Reis Da Silva P Sakamoto      | J Reis Da Silva P Sakamoto |  |  |                  | J Reis Da Silva P Sakamoto      | J Reis Da Silva P Sakamoto      | 4                               | 4                               |                                 |   |            |                       |                       |                       |                    |   |   |        |        |        |        |        |  |
|  |             |                                   |                                 |                                 |                            |  |  |                  |                                 |                                 |                                 |                                 |                                 |   | 1          | D Hidalgo C Rodríguez | D Hidalgo C Rodríguez | D Hidalgo C Rodríguez | w/o                |   |   |        |        |        |        |        |  |
|  | 5           | M Alves C Huertas Del Pino        | M Alves C Huertas Del Pino      | 6                               |                            |  |  |                  |                                 |                                 | D Dutra da Silva J Vidal Azorín | D Dutra da Silva J Vidal Azorín | D Dutra da Silva J Vidal Azorín |   |            |                       |                       |                       |                    |   |   |        |        |        |        |        |  |
|  |             | P Boscardin Dias J Pereira        | P Boscardin Dias J Pereira      | 2                               | r                          |  |  | 5                | M Alves C Huertas Del Pino      | M Alves C Huertas Del Pino      | 2                               | 3                               |                                 |   |            |                       |                       |                       |                    |   |   |        |        |        |        |        |  |
|  |             | D Dutra da Silva J Vidal Azorín   | D Dutra da Silva J Vidal Azorín | D Dutra da Silva J Vidal Azorín | w/o                        |  |  |                  | D Dutra da Silva J Vidal Azorín | D Dutra da Silva J Vidal Azorín | 6                               | 6                               |                                 |   |            |                       |                       |                       |                    |   |   |        |        |        |        |        |  |
|  |             | F Juárez T Lipovšek               | F Juárez T Lipovšek             | F Juárez T Lipovšek             |                            |  |  |                  |                                 |                                 |                                 |                                 |                                 |   | 1          | D Hidalgo C Rodríguez | D Hidalgo C Rodríguez | 63                    | 1                  |   |   |        |        |        |        |        |  |
|  |             | GA Olivieri G Villanueva          | GA Olivieri G Villanueva        | GA Olivieri G Villanueva        | w/o                        |  |  |                  |                                 |                                 |                                 |                                 |                                 |   |            |                       | 4                     | B Arias F Zeballos    | B Arias F Zeballos | 7 | 6 |        |        |        |        |        |  |
|  |             | J Marti N Moreno de Alboran       | J Marti N Moreno de Alboran     | J Marti N Moreno de Alboran     |                            |  |  |                  | GA Olivieri G Villanueva        | GA Olivieri G Villanueva        | 2                               | 1                               |                                 |   |            |                       |                       |                       |                    |   |   |        |        |        |        |        |  |
|  | WC          | W Leite E Ribeiro                 | 5                               | 6                               | [5]                        |  |  | 4                | B Arias F Zeballos              | B Arias F Zeballos              | 6                               | 6                               |                                 |   |            |                       |                       |                       |                    |   |   |        |        |        |        |        |  |
|  | 4           | B Arias F Zeballos                | 7                               | 3                               | [10]                       |  |  |                  |                                 |                                 |                                 |                                 |                                 |   | 4          | B Arias F Zeballos    | B Arias F Zeballos    | 6                     |                    |   |   |        |        |        |        |        |  |
|  |             | JV Couto Loureiro G Roveri Sidney | 1                               | 6                               | [9]                        |  |  |                  |                                 | 2                               | O Luz I Marcondes               | O Luz I Marcondes               | 4                               | r |            |                       |                       |                       |                    |   |   |        |        |        |        |        |  |
|  |             | RA Burruchaga F Díaz Acosta       | 6                               | 4                               | [11]                       |  |  |                  | RA Burruchaga F Díaz Acosta     | RA Burruchaga F Díaz Acosta     | RA Burruchaga F Díaz Acosta     | 5r                              |                                 |   |            |                       |                       |                       |                    |   |   |        |        |        |        |        |  |
|  |             | I Carou JB Torres                 | I Carou JB Torres               | 3                               | 4                          |  |  | 2                | O Luz I Marcondes               | O Luz I Marcondes               | O Luz I Marcondes               | 5                               |                                 |   |            |                       |                       |                       |                    |   |   |        |        |        |        |        |  |
|  | 2           | O Luz I Marcondes                 | O Luz I Marcondes               | 6                               | 6                          |  |  |                  |                                 |                                 |                                 |                                 |                                 |   |            |                       |                       |                       |                    |   |   |        |        |        |        |        |  |